# Archway (London Underground)

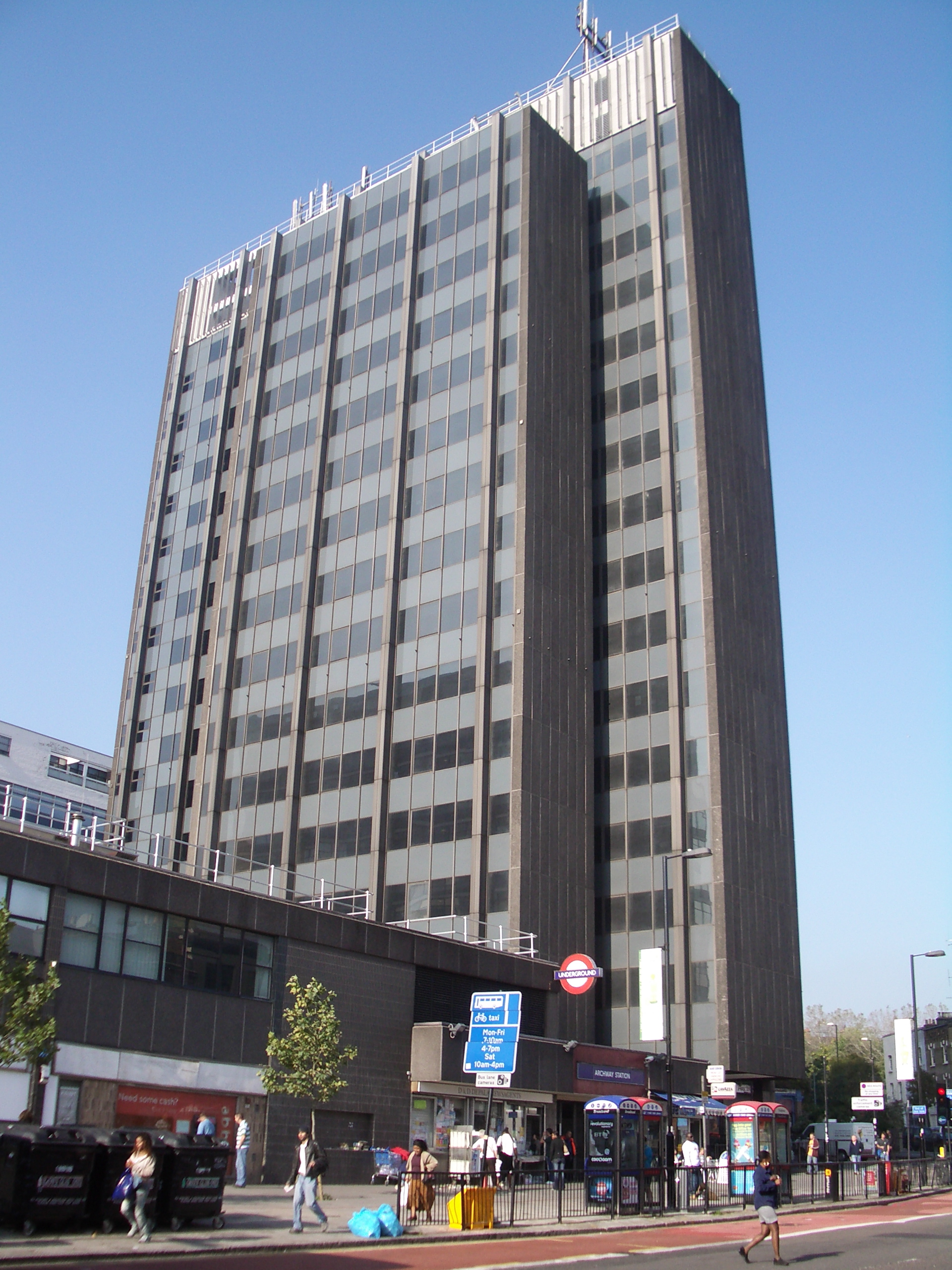
Stationsgebäude (links) und Archway Tower

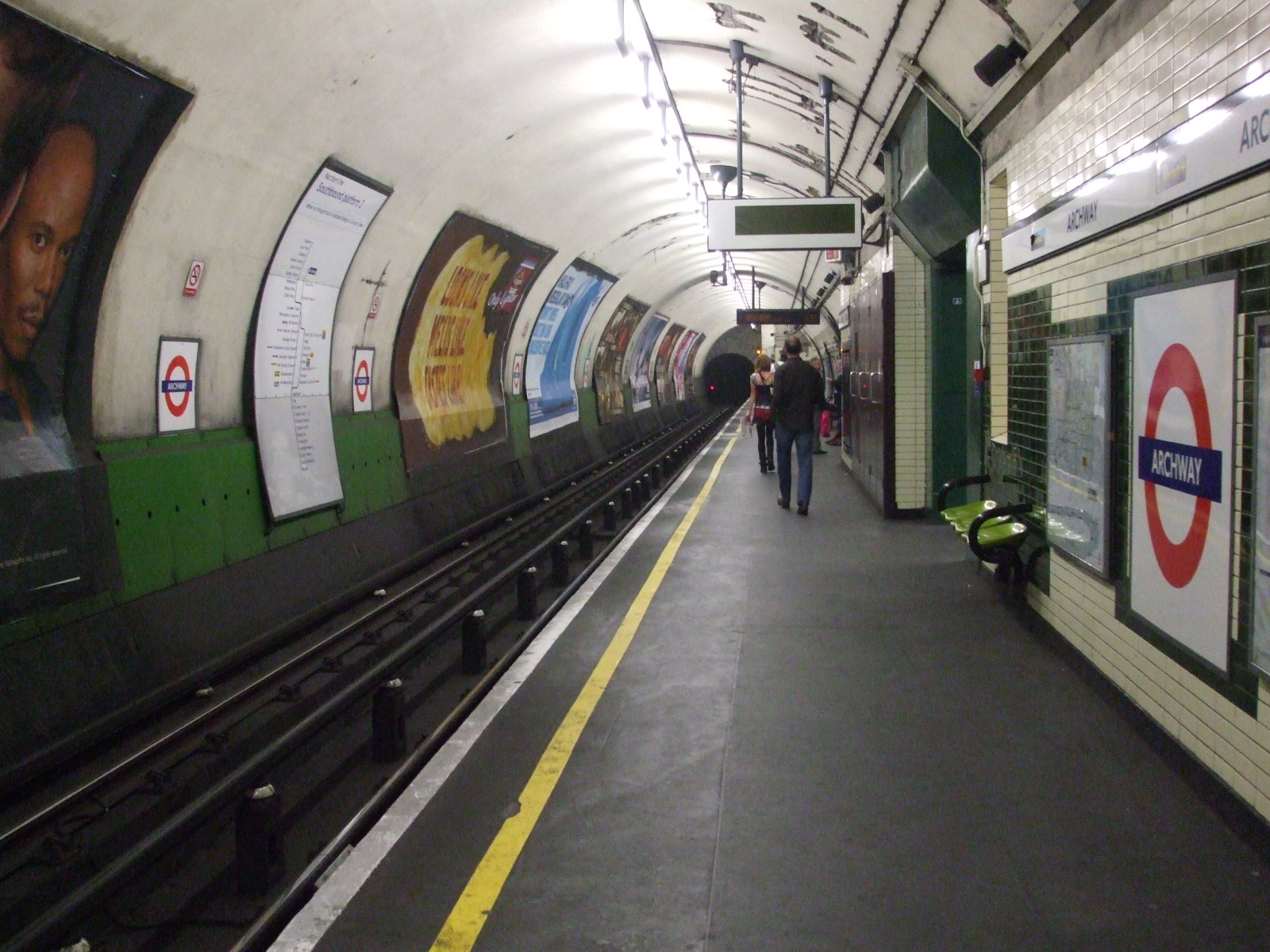
Bahnsteig in Richtung Süden

Archway ist eine unterirdische Station der London Underground im Stadtbezirk London Borough of Islington. Sie liegt an der Grenze der Travelcard-Tarifzonen 2 und 3, an der Kreuzung mehrerer Hauptstraßen. Im Jahr 2013 nutzten 8,17 Millionen Fahrgäste diese von der Northern Line bediente Station.
Das Stationsgebäude besteht aus roten glasierten Terrakotta-Ziegeln. Der verantwortliche Architekt war Leslie Green, unter dessen Leitung zu Beginn des 20. Jahrhunderts insgesamt 28 Stationen im gleichen Stil entstanden. Unmittelbar daneben steht der Archway Tower, ein 59 Meter hohes Bürohochhaus, das New Model Army zu ihrem Lied Archway Towers inspirierte. Das Hochhaus soll auch Nick Hornby zu seinem Roman A Long Way Down inspiriert haben. Dort wird das Hochhaus wegen der häufigen Suizide auch Topper’s House genannt. Etwa einen halben Kilometer weiter westlich befindet sich der bekannte Highgate-Friedhof.
Eröffnet wurde die Station unter dem Namen Highgate am 22. Juni 1907 durch die Charing Cross, Euston and Hampstead Railway, eine private Vorgängergesellschaft der Northern Line. Hier war eine der beiden nördlichen Endpunkte. Während der 1930er Jahre wurde die Station modernisiert, indem man die ursprünglichen Aufzüge durch Rolltreppen ersetzte. Außerdem entstand ein zweiter, durch Charles Holden entworfener Eingangsbereich. Am 11. Juni 1939 erfolgte die Umbenennung in Archway (Highgate). Wenige Wochen später, am 3. Juli 1939, ging die Verlängerung nach East Finchley in Betrieb. Es folgten zwei weitere Umbenennungen; am 19. Januar 1941 in Highgate (Archway) und am 1. Dezember 1947 schließlich in Archway. Der ursprüngliche Name Highgate ging an die nächstfolgende Station im Norden über.